# هایک هاروتیونیان
هایک آرتمی هاروتیونیان (Հայկ Արտեմի Հարությունյան؛ زادهٔ ۲۰ اکتبر ۱۹۵۵ - درگذشته ۲۳ سپتامبر ۲۰۱۹) یک سیاستمدار و فرد نظامی اهل ارمنستان بود که از تاریخ ۲ نوامبر ۱۹۹۹ تا تاریخ ۳۱ دسامبر ۲۰۰۲ در دولت آرام سارگسیان و دولت آندرانیک مارگاریان سمت وزیر امور داخلی ارمنستان را برعهده داشت.

## زندگی‌نامه
در ۲۰ اکتبر ۱۹۵۵ در ایروان به دنیا آمد . وی همچنین برنده نشان صلیب رزمی (ارمنستان) (درجه یک) شده‌است. وی در ۲۳ سپتامبر ۲۰۱۹ در سن ۶۳ سالگی در بجنی درگذشت.